# Lỵ

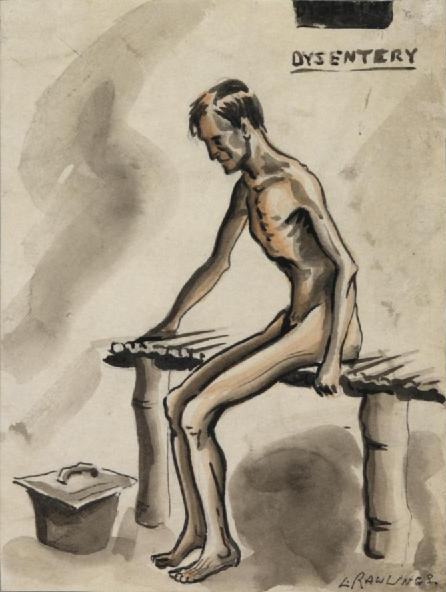
Tranh vẽ bệnh nhân lị

Lị hay kiết lị (Tiếng Anh: dysentery) là một bệnh đường tiêu hóa gây ra tiêu chảy có máu. Một số triệu chứng khác bao gồm sốt, đau bụng, và cảm giác đi tiêu không hết. Nếu không được điều trị, bệnh lị có thể gây tử vong.
Lị thường được gây ra do nhiễm trùng bởi vi khuẩn, động vật nguyên sinh, ký sinh trùng, virus hay một số chất kích thích hóa học. Hai nguyên nhân thường gặp nhất của lỵ là nhiễm trùng với nhóm enterobacteria shigella, và nhiễm trùng do amip Entamoeba histolytica. Với nguyên nhân do vi khuẩn Shigella thì được gọi là lỵ trực trùng (theo hình thức trực khuẩn) và do amip thì gọi là lị amip.

## Dự phòng
Để giảm nguy cơ nhiễm trùng và mắc bệnh lỵ có thể thực hiện số biện pháp dự phòng sau:
Rửa tay sau khi đi vệ sinh, và sau khi tiếp xúc với người bệnh, thường xuyên rửa tay trước khi nấu nướng và ăn uống; nên rửa tay trước khi tiếp xúc với trẻ em hay người già. Cần giữ một khoảng cách nhất định với người được biết là đang mắc bệnh lỵ. Tránh dùng chung vật dụng cá nhân như khăn, quần áo.
Vắc-xin đang được phát triển có thể trở thành một phần quan trọng trong chiến lược giảm tỷ lệ mắc và mức độ nghiêm trọng của bệnh, đặc biệt là ở trẻ em ở những nơi thiếu nguồn lực y tế.